# Transfert de charge (automobile)
 (juin 2017).
Si vous disposez d'ouvrages ou d'articles de référence ou si vous connaissez des sites web de qualité traitant du thème abordé ici, merci de compléter l'article en donnant les références utiles à sa vérifiabilité et en les liant à la section « Notes et références ».
Pour les articles homonymes, voir Transfert de charge.
Ne doit pas être confondu avec Transfert de masse.
Dans le jargon automobile, le transfert de charge représente la variation des forces exercées sur les pneus et le revêtement (ne pas confondre avec le transfert de masse qui est un déplacement du centre de gravité du véhicule). Le transfert de charge s'effectue durant les différentes manœuvres (freinage, virage, etc.) et est dû à des forces appliquées à la surface du pneu parallèlement au revêtement.

## Raison du transfert de charge

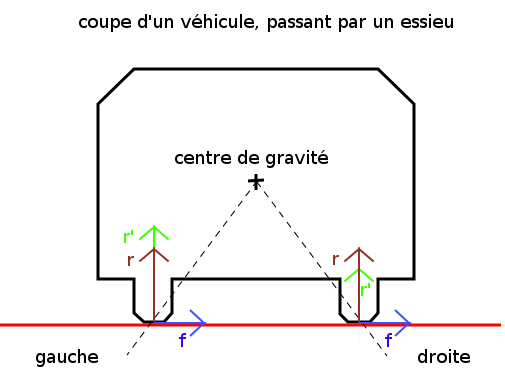
- f : la force appliquée sur le pneu due au virage,
- r : la réaction du sol quand il n'y a pas d'accélération,
- r' : la force exercée durant un virage

Par exemple quand le véhicule prend un virage, il s'exerce sur les pneus des forces horizontales, perpendiculaires à la direction de la voiture, ces forces créent un couple sur la voiture qui tendrait à lui faire faire une rotation autour de son axe longitudinal ; cependant, il n'y a pas de rotation et la voiture reste quasi-horizontale, car la résultante des forces décrite précédemment est compensée par une autre exactement opposée dont les forces sont le poids du véhicule et la réaction de la route. On remarque que c'est le pneu du même côté que la direction de l'accélération qui subit le plus force transversale. Exemple : les pneus de gauche dans un virage à droite. Ces forces font varier la pression qu'exerce le pneu sur la route et, par conséquent, l'adhérence. Il existe le même phénomène à l'accélération et au freinage mais cette fois-ci suivant l'axe longitudinal. On voit sur l'image que plus le centre de gravité est haut, plus le moment de force est élevé et plus le transfert de charge est important.

## Adhérence du pneu à la route

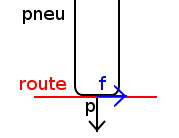
- p : la force qui fait adhérer le pneu à la route (le poids « apparent »),
- f : la force maximale latérale qui peut être exercée sans perdre adhérence

Pour comprendre les conséquences d'un transfert de charge, il faut d'abord comprendre comment un pneu « colle » à la route :
Pour que le pneu continue à adhérer à la route, il faut que la force latérale soit compensée par une force venant en sens inverse que crée l’adhérence du pneu sur le sol. Cette force « de frottement » dépend bien entendu de l'état du revêtement mais aussi de la force verticale exercée sur le pneu (le poids et la force créée par le transfert de charge éventuel). Si la force latérale excède la force due au frottement, le pneu dérape.

## Effet du transfert de charge
Nous allons voir les effets les plus fréquents :
VirageUne voiture avec un centre de gravité haut, qui subit de forts transferts de charge en virage, tiendra moins bien la route en virage qu'une voiture identique avec un centre de gravité plus bas.
Virage et freinageSi une voiture freine, le transfert de charge se porte sur l'essieu avant, ainsi les pneus arrière sont moins « collés » à la route. Lors d'un virage fort avec un freinage, les forces latérales exercées sur les pneus arrière ne seront pas suffisantes pour tirer le train arrière vers l'intérieur du virage autant que le fait l'essieu avant sur le train avant : la voiture sur-vire.
AccélérationSi une voiture accélère, le transfert de charge se fait sur l'essieu arrière, les pneus arrière sont donc plus « collés » à la route, il est donc intéressant, pour les voitures sportives à de mettre les roues motrices à l'arrière, pour éviter le patinage.
FreinageSi une voiture freine, le transfert de charge se porte sur l'essieu avant. Si le centre de gravité se situe à l'arrière alors durant le freinage, il y aurait une bonne répartition des forces sur les pneus. Ainsi les voitures sportives à moteur arrière ont la réputation de mieux freiner que celle à moteur à l'avant[réf. nécessaire].